# Yegor Dementyev
Yegor Dementyev, né le 12 mars 1987 à Dnipropetrovsk, est un coureur cycliste ukrainien. Né avec un bras plus court que l'autre, il a obtenu plusieurs médailles d'or aux Jeux paralympiques de 2012 à 2024.

## Palmarès sur route

### Par années
- 2008
  - 3e de Pologne-Ukraine
- 2009
  -  Champion d'Ukraine sur route espoirs
  - Prologue de Pologne-Ukraine (contre-la-montre par équipes)
  - 2e de Pologne-Ukraine
  - 3e du Trofeo Gianfranco Bianchin
- 2010
  -  Champion d'Ukraine du critérium
- 2011
  - 3e du Tour de Gallipoli
- 2017
  - Minsk Cup
  - 2e de la Horizon Park Classic
- 2018
  - Gran Premio Tetuán
  - 1re étape du Tour de Szeklerland
  - 2e de la Horizon Park Race for Peace
- 2019
  - 3e de l'Horizon Park Race for Peace

### Classements mondiaux
| Année                                 | 2009 | 2010 | 2011 | 2012 | 2013 | 2014 | 2015 | 2016 | 2017 | 2018  | 2019  | 2020 | 2021  |
| ------------------------------------- | ---- | ---- | ---- | ---- | ---- | ---- | ---- | ---- | ---- | ----- | ----- | ---- | ----- |
| Classement mondial                    |      |      |      |      |      |      |      | nc   | 712e | 1370e | 1271e | nc   | 1819e |
| UCI Europe Tour                       | 475e | 548e | 668e | nc   | nc   | nc   | nc   | nc   | 443e | 851e  | 877e  | nc   | 1250e |
| UCI Asia Tour                         | nc   | nc   | nc   | nc   | nc   | nc   | nc   | nc   | 547e | nc    |       |      |       |
|                                       |      |      |      |      |      |      |      |      |      |       |       |      |       |
| Légende : nc = non classéSource : UCI |      |      |      |      |      |      |      |      |      |       |       |      |       |

## Palmarès handisport

### Jeux paralympiques
- Jeux paralympiques d'été de 2012 à Londres,  Royaume-Uni
  -  Médaille d'or de la course C4-C5
  -  Médaille d'or du contre-la-montre C5
- Jeux paralympiques d'été de 2016 à Rio de Janeiro,  Brésil
  -  Médaille d'or du contre-la-montre C5
- Jeux paralympiques d'été de 2021 à Tokyo,  Japon
  -  Médaille d'argent de la course en ligne C4-5
  -  Médaille d'argent du contre-la-montre C5
  -  Médaille de bronze de la poursuite C5
- Jeux paralympiques d'été de 2024 à Paris,  France
  -  Médaille d'or de la course C4-C5
  -  Médaille d'argent de la poursuite C5

### Championnats du monde de paracyclisme sur piste
- Championnats du monde de paracyclisme sur piste 2023 à Glasgow,  Écosse
  -  Médaille d'or en poursuite C5
  -  Médaille d'or en omnium C5
  -  Médaille d'argent en scratch C5

### Championnats du monde de paracyclisme sur route
- Championnats du monde de paracyclisme sur route 2023 à Glasgow,  Écosse
  -  Médaille d'argent de la course en ligne C5
- Championnats du monde de paracyclisme sur route 2024 à Zurich,  Suisse
  -  Médaille de bronze de la course en ligne C5